# مثلث انرژی
مثلث انرژی یک طرح استخراج گاز طبیعی بین سه کشور متحد قبرس، اسرائیل و یونان است.این سه کشور توافق کردند که از میادین گازی تامار، لویاتان و آفردیت استفاده کنند که به ترتیب در سال‌های ۲۰۰۹، ۲۰۱۰ و ۲۰۱۱ کشف شدند. حدود ۴۰ تریلیون فوت مکعب (tcf) گاز طبیعی بین قبرس و اسرائیل یافت شده است که به هر دو کشور در تجارت منطقه‌ای برتری می‌دهد. اروپا سالانه به ۱۹ تریلیون فوت مکعب گاز طبیعی نیاز دارد و دولت قبرس معتقد است که منطقه اقتصادی انحصاری آن (EEZ) حدود ۶۰ تریلیون فوت مکعب گاز دارد؛ قبرس این گزینه مالی سودآور را برای مثلث انرژی دنبال کرده تا انرژی مورد نیاز اتحادیه اروپا را تأمین کند.

## اصطلاح
اصطلاح «مثلث انرژی» اولین بار در سال ۲۰۱۰ در انجمن بازرگانی قبرس-اسرائیل در نیکوزیا، قبرس مطرح شد. به دلیل ایجاد مشترک منطقه اقتصادی انحصاری بین قبرس و اسرائیل، این موضوع آغاز همکاری‌های بیشتر بین دو همسایه مدیترانهای بود. هر دو کشور توافق کردند که استخراج مشترک گاز طبیعی توسط شرکت آمریکایی نوبل انرژی انجام شود تا بار مالی استخراج برای هر دو کشور کاهش یابد. یونان نیز در سال ۲۰۱۱ به اسرائیل و قبرس در طرح صادرات گاز طبیعی به اروپا تا سال ۲۰۱۵ از طریق یک نیروگاه نزدیک لیماسول ملحق شد.

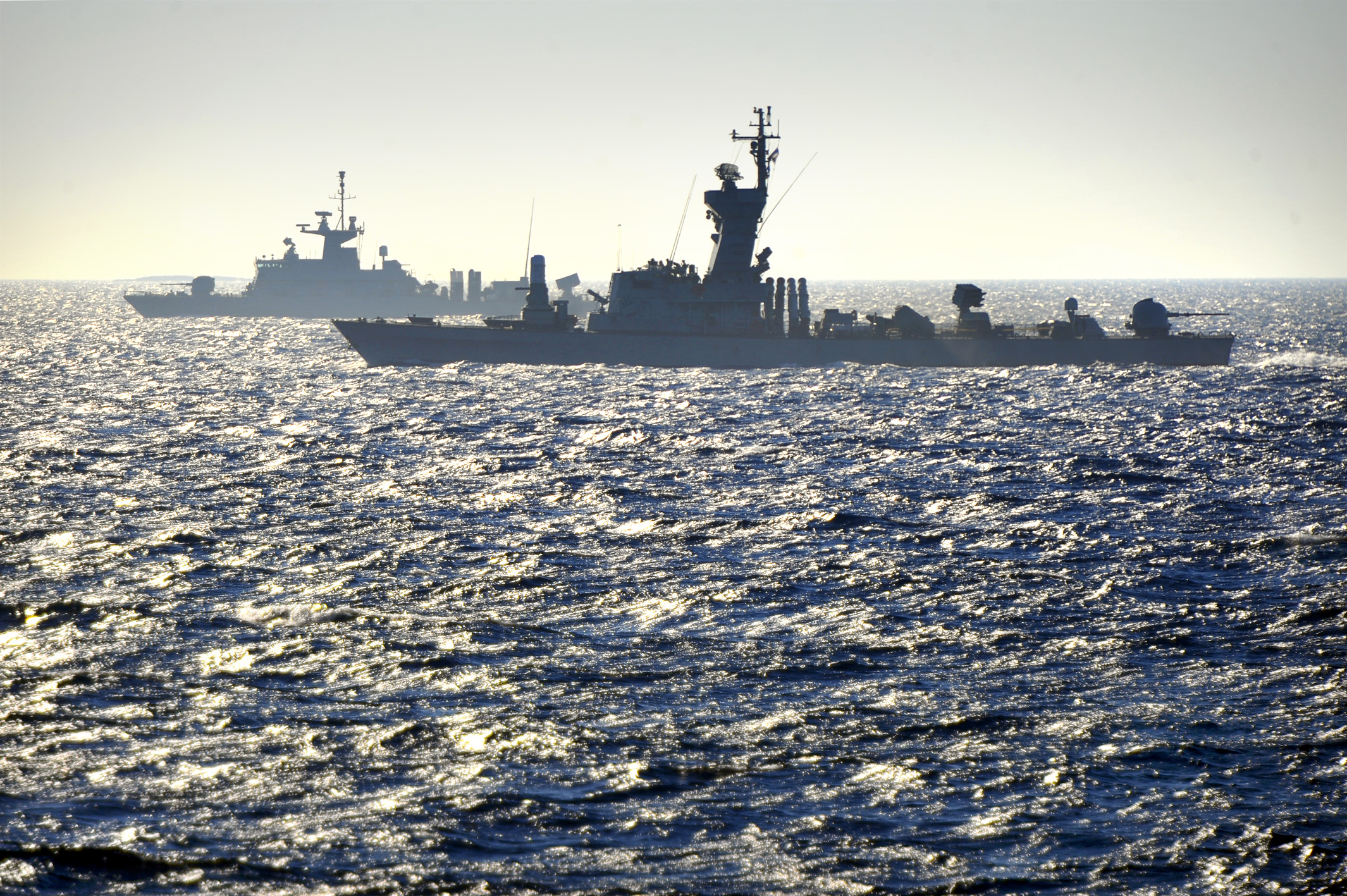
نیروهای دریایی اسرائیل و یونان در یک رزمایش مشترک

شواهد فزاینده‌ای از وجود گاز طبیعی در حوضهٔ لوانت به‌طور فزاینده‌ای به احتمال وجود نفت در این منطقه اشاره دارند. شرکت نوبل انرژی، که از زمان کشف میدان لویاتان در سال ۲۰۱۰ در این منطقه فعالیت می‌کند، حفاری‌های جدیدی را در اوایل سال ۲۰۱۷ آغاز کرد.از جمله نشانه‌های بالقوه بودن این منطقه از نظر منابع هیدروکربنی می‌توان به کشف گاز طبیعی ترموژنیک، وجود سامانه‌های فعال هیدروکربنی، و شناسایی دست‌کم ۱۴ ساختار هیدروکربنی در منطقهٔ انحصاری اقتصادی (EEZ) قبرس اشاره کرد. به گفتهٔ دکتر کنستانتینوس حاجیستاسو، استاد دانشگاه نیکوزیا، استخراج نفت در قبرس ممکن است در مقایسه با گاز طبیعی در بازهٔ زمانی کوتاه‌تری محقق شود، چرا که الزامات فنی و زیرساختی آن متفاوت است.

## حجم میدان‌های گاز طبیعی
برآورد می‌شود که ذخایر گاز طبیعی در حوضه لوانت حدود ۱۲۲ تریلیون فوت مکعب منابع کشف‌نشده را در خود جای داده باشد.شرکت توتال، با وجود ابراز علاقه اولیه، هیچ‌گونه چاهی حفاری نکرد و نتوانست منطقه‌ای مناسب برای حفاری شناسایی کند؛ در نتیجه، بلوک ۱۰ قبرس را بدون کشف هیچ ذخیره‌ای رها کرد. با این حال، در مارس ۲۰۱۵ این شرکت قرارداد خود را برای ادامهٔ اکتشاف در بلوک ۱۱ قبرس تا فوریه ۲۰۱۶ تمدید کرد.در همین حال، شرکت‌های نوبل انرژی و گروه دِلِک همچنان رقابتی‌ترین گزینه‌ها برای دریافت مجوزهای اکتشاف فراساحلی در قبرس و اسرائیل به‌شمار می‌روند.
شرکت‌های نوبل انرژی و گروه دلک، همراه با سایر شرکت‌های اکتشافی، موفق به کشف حدود ۲۶ تریلیون فوت مکعب گاز طبیعی در میدان‌های لویاتان و تامار شده‌اند؛ منابعی که ارزش آن‌ها با قیمت‌های امروزی در حدود ۲۰۰ میلیارد یورو برآورد می‌شود. این میزان گاز برای تأمین نیازهای داخلی اسرائیل به مدت ۱۵۰ سال و قبرس به مدت ۲۰۰ سال کفایت می‌کند. در ماه اوت ۲۰۱۵، شرکت ایتالیایی اِنی موفق به کشف مهمی در منطقهٔ انحصاری اقتصادی مصر شد؛ منطقه‌ای که تنها ۶ کیلومتر با بلوک ۱۱ قبرس فاصله دارد. در این منطقه، میدان گازی ظهر با ذخایری در حدود ۳۰ تریلیون فوت مکعب در امتیاز شوروق کشف شد.
فرایند اعطای مجوز برای بلوک‌های فراساحلی با نزدیک شدن به انتخابات ریاست‌جمهوری قبرس در سال ۲۰۱۸ تسریع شده است، به‌ویژه با تمرکز ویژه بر بلوک‌های ۱۰ و ۱۱. هزینهٔ هر عملیات حفاری با کشتی حفاری در حدود ۸۰ میلیون یورو برآورد می‌شود، و برای آغاز حفاری و نهایی‌سازی طرح‌های پروژه، تأمین منابع مالی قابل توجهی ضروری است. یکی از چالش‌های فنی اصلی، عمق بسیار زیاد ستون آب است؛ مهندسان باید عملیات حفاری را تا عمق ۷۵۰۰ متری از سطح دریا طراحی و اجرا کنند، که این مسئله پیچیدگی پروژه را به‌طور چشمگیری افزایش می‌دهد.

## صادرات گاز طبیعی
در سال ۲۰۱۱، وزرای انرژی قبرس و اسرائیل اعلام کردند که دو کشور قصد دارند بخشی از ذخایر گاز طبیعی خود را صادر کنند. گزارش‌ها حاکی از آن است که آن‌ها بررسی طرح‌هایی برای انتقال گاز به‌صورت گاز طبیعی مایعشده (LNG) را آغاز کرده‌اند.
رسانه‌های قبرس گزارش دادند که این کشور می‌توانست از اوایل سال ۲۰۱۵ گاز طبیعی را با قیمت کاهش‌یافته از اسرائیل دریافت کند، مشروط بر آن‌که مذاکرات برای تأمین مقادیر محدودی از گاز تا سال ۲۰۱۲ به نتیجه برسد. بر اساس این طرح، قرار بود قبرس از طریق کشتی، گاز طبیعی کافی برای تأمین سوخت نیروگاه ۴۵۰ مگاواتی واسیلیکوس وارد کند.

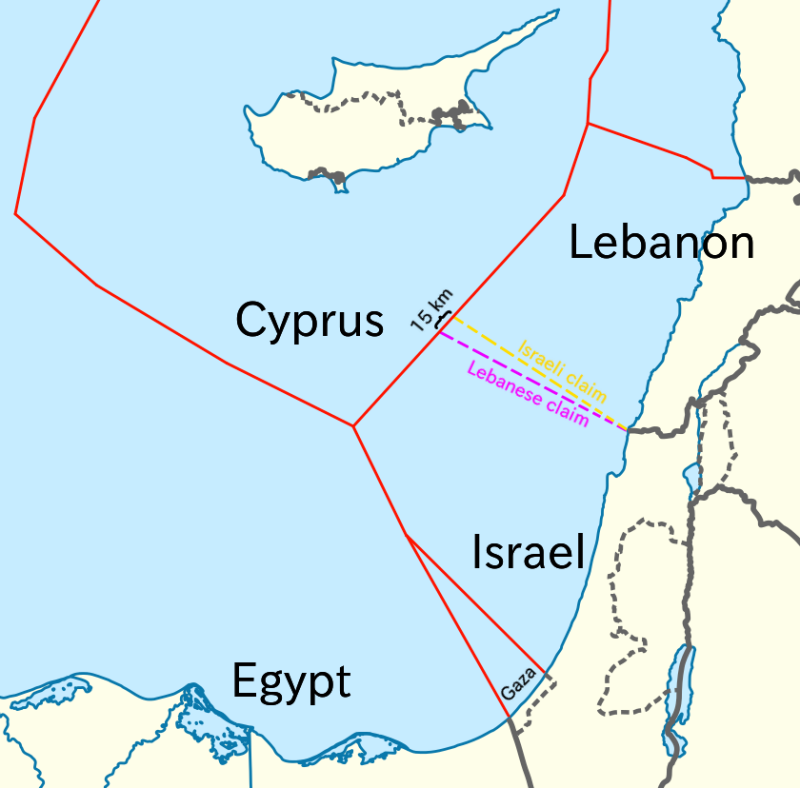
منطقه انحصاری اقتصادی بین اسراییل و قبرس

ذخایر گاز طبیعی در نروژ رو به کاهش است و این امر باعث شده که اروپا به‌طور فزاینده‌ای به روسیه، قطر و الجزایر وابسته شود—کشورهایی که اتحادیه اروپا روابط سیاسی مطلوبی با آن‌ها ندارد. در نتیجه، اتحادیه اروپا به‌دنبال منابع جایگزین انرژی است و گفت‌وگوهای مربوط به «مثلث انرژی» متشکل از اسرائیل، قبرس و یونان را مثبت ارزیابی می‌کند. در حال حاضر مذاکراتی دربارهٔ صادرات گاز طبیعی از طریق یک مسیر زیرساختی پیشنهادی در جریان است. این مسیر شامل خط لوله‌ای است که میدان‌های گازی تامار و لویاتان در اسرائیل و بلوک ۱۲ در قبرس را به قبرس متصل می‌کند. در آنجا، شرکت روسی گازپروم متعهد شده است که یک پایانه شناور گاز طبیعی مایع (LNG) برای مایع‌سازی گاز اسرائیلی و قبرسی فراهم کند. ادامهٔ مسیر پیشنهادی شامل خط لوله LNG از قبرس به کرت، سپس از کرت به خاک اصلی یونان، و در نهایت به ایتالیا و بلغارستان و سایر کشورهای اروپایی خواهد بود.در اکتبر ۲۰۱۵، جورگوس لاکوتریپیس، وزیر انرژی قبرس، و طارق الملا، وزیر نفت مصر، در مورد توافقات دوجانبه برای همکاری در حوزه نفت و گاز گفتگو کردند.
در تاریخ ۱۹ اکتبر ۲۰۱۵، ولادیمیر پوتین، رئیس‌جمهور روسیه، و بنیامین نتانیاهو، نخست‌وزیر اسرائیل، توافق کردند که امتیازات عمده‌ای به شرکت گازپروم برای توسعهٔ ذخایر گازی لویاتان اعطا شود.با این حال، به‌دلیل تحریم‌های بین‌المللی علیه گازپروم و موانع سیاسی پس از آن، حقوق حفاری در نهایت به شرکای اروپایی و آمریکایی واگذار شد.

### مبادله با مصر
از سال ۲۰۱۶، گفت‌وگوهای خصوصی دربارهٔ تبادل انرژی میان مصر، قبرس و اسرائیل در جریان بوده است؛ چرا که مصر پیش‌تر با بحران انرژی مواجه بود. پس از کشف میدان گازی ظهر در نزدیکی مصر در سال ۲۰۱۵، سه کشور شروع به بررسی برنامه‌هایی برای صادرات و انتقال گاز میان سه میدان گازی خود کردند. با این حال، دولت موقت مصر در سال ۲۰۱۲ قرارداد بیست‌ساله تبادل انرژی با اسرائیل را لغو کرد. اخوان‌المسلمین مصر را به‌خاطر مشارکت قبلی در روابط انرژی با اسرائیل مورد انتقاد قرار داد و قطعی‌های برق در سال ۲۰۱۰ را ناشی از این تبادل با اسرائیل دانست. گرچه این صادرات به مصر ممکن است از نظر سیاسی نامطلوب باشد، با در نظر گرفتن وضعیت کنونی روابط مصر و اسرائیل، مصر آن را به‌عنوان یک ضرورت بالقوه تلقی می‌کند، زیرا خط لوله گاز عربی در اردن بارها هدف حمله قرار گرفته است.

### توافق دریایی لیبی (دولت وفاق ملی - GNA) و ترکیه
در اکتبر ۲۰۱۹، آنتونیو گوترش، دبیرکل سازمان ملل متحد، توافق میان ترکیه و دولت وفاق ملی لیبی (GNA) دربارهٔ تعیین حدود مناطق صلاحیت دریایی در مدیترانه را ثبت کرد. در گواهی ثبت آمده است: «این توافق‌نامه مطابق با ماده ۱۰۲ منشور سازمان ملل متحد در دبیرخانه ثبت شده است.» ماده ۱۰۲ منشور سازمان ملل کشورها را ملزم می‌کند تا هرگونه معاهده یا توافق‌نامه بین‌المللی را که امضا می‌کنند، برای ثبت رسمی و اطلاع‌رسانی، به دبیرخانه سازمان ملل ارائه دهند. ثبت این توافق در سازمان ملل به آن جنبه‌ای رسمی و حقوقی در چارچوب حقوق بین‌الملل می‌بخشد، هرچند که مشروعیت سیاسی یا اجماع منطقه‌ای پیرامون آن همچنان محل مناقشه باقی مانده است.
نه ماه بعد، در اوت ۲۰۲۰، یونان و مصر توافق‌نامه‌ای دریایی امضا کردند که در آن منطقهٔ اقتصادی انحصاری برای حقوق حفاری نفت و گاز تعیین شد، تا در برابر توافق ترکیه و دولت وفاق ملی (GNA) مقابله کنند.

### روابط با ترکیه وگفتگوها دربارهٔ خط لوله
در حالی‌که ترکیه و قبرس از سال ۱۹۷۴ بر سر مسئلهٔ قبرس بر سر زمین در کشمکش بوده‌اند، این موضوع مانع از آن نشده است که ترکیه بخواهد از اکتشافات اخیر گاز بهره‌مند شود و به یک مرکز انرژی منطقه‌ای تبدیل گردد.

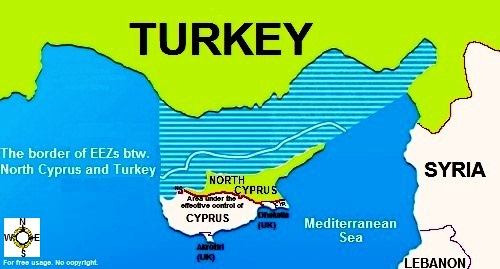
نگاه ترکیه در مورد مرز منابع گاز قبرس شمالی

حادثهٔ کشتی ماوی مرمره در سال ۲۰۱۰ باعث شد تنش‌ها میان جهان عرب و اسرائیل به اوج برسد و تنها اتحاد منطقه‌ای اسرائیل با ترکیه از میان برود.ترکیه اعلام کرد که این اتحاد تنها در صورتی دوباره برقرار خواهد شد که محاصرهٔ غزه برداشته شود. این خواسته‌ها باعث شد اسرائیل تمایلی به ادامهٔ روابط با ترکیه نداشته باشد، تا اینکه در ژوئن ۲۰۱۶، به‌دلیل منافع مشترک در زمینهٔ احداث خط لوله برای صادرات گاز به بازار اروپا، روابط دیپلماتیک میان دو کشور عادی‌سازی شد.
در حالی که ترکیه به‌تدریج بین سال‌های ۲۰۱۰ تا ۲۰۱۶ خود را از کشورهای همسایه منزوی می‌کرد، یونان و قبرس از این تنش جدید میان ترکیه و اسرائیل از نظر اقتصادی بهره‌مند شدند. اتحاد میان قبرس و اسرائیل پیش‌تر ایده‌ای نامحبوب از نظر سیاسی بود که بر شباهت‌های میان مسئله قبرس و مناقشه فلسطین-اسرائیل استوار بود. زمانی که ترکیه ارتباط خود را با اسرائیل قطع کرد، این امر به شکل‌گیری اتحاد و ایده مثلث انرژی کمک کرد.

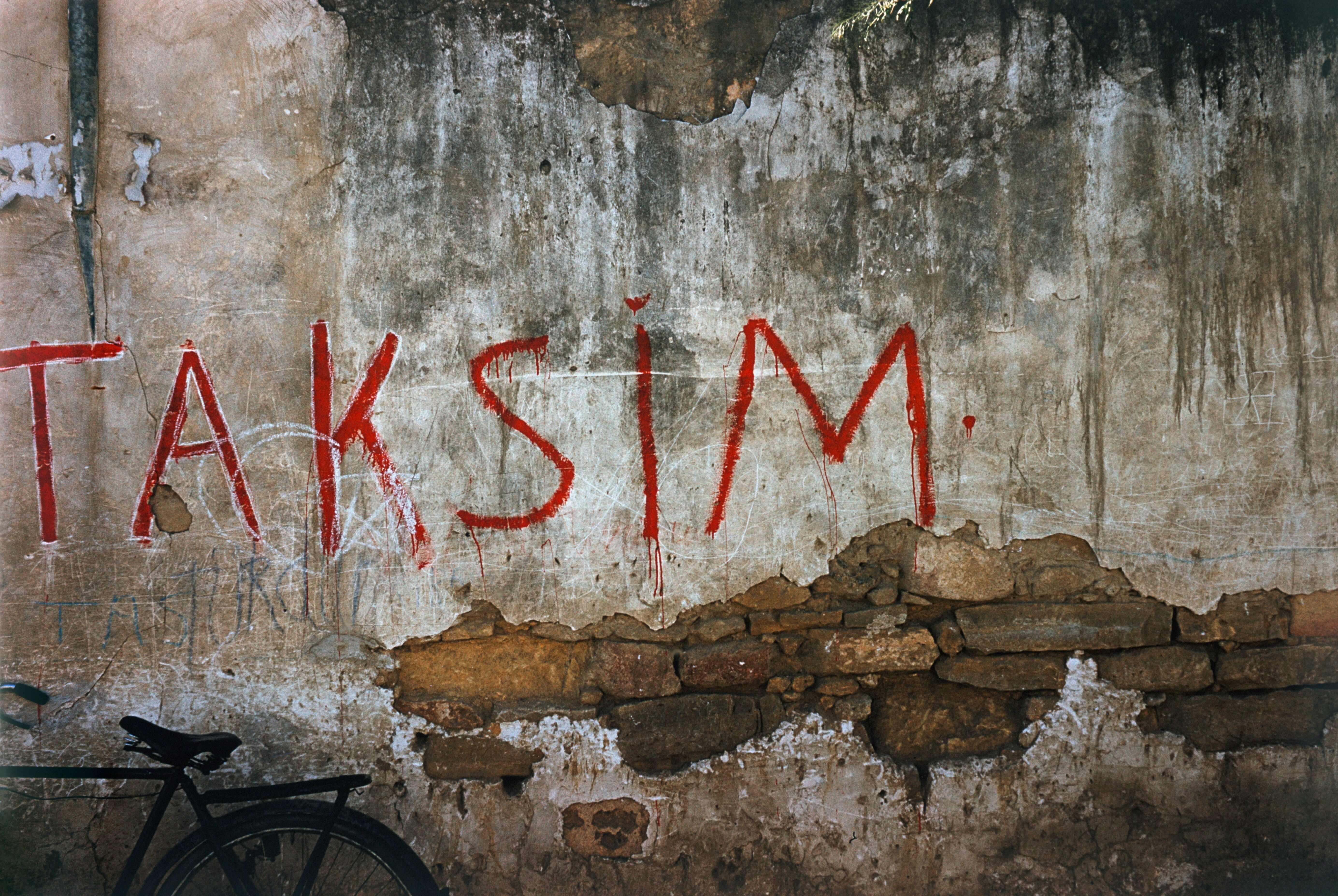
دیوارنویسی خواستار تقسیم قیرس

خط لوله‌ای که پیش‌تر به آن اشاره شد، به دلیل تداوم مسئله قبرس و روابط ترکیه و قبرس، با مانع مواجه خواهد شد. با این حال، وزیر انرژی ترکیه، تانر ییلدیز، در سال ۲۰۱۱ اظهار داشت که در صورت امضای توافق‌نامه‌ای برای همکاری انرژی میان دو کشور، ممکن است راه‌حلی برای مسئله قبرس یافت شود.
از نظر راهبردی، انتقال گاز از طریق ترکیه بالاترین بازدهی را خواهد داشت، چرا که هزینه‌های اولیه سرمایه‌گذاری و حمل‌ونقل در این گزینه پایین‌تر از سایر گزینه‌هاست. همچنین مدت زمان مورد نیاز برای ساخت زیرساخت‌ها در مقایسه با سایر گزینه‌ها کوتاه‌تر خواهد بود.
با این حال، قبرسی‌های یونانی‌تبار با این گزینه موافق نیستند، چرا که از دهه ۱۹۷۰ به این سو، ترکیه غیرقابل اعتماد تلقی می‌شود. پس از اظهارات رئیس‌جمهوری جمهوری ترک قبرس شمالی، دورویش اروغلو، مبنی بر تعهد قبرس به ساخت خط لوله‌ای مشترک میان قبرس و ترکیه، قبرسی‌های یونانی‌تبار در جمهوری قبرس واکنش شدیدی نشان دادند و خواستار استعفای رئیس‌جمهور شدند. افزون بر این، ترکیه چندین بار به منطقه انحصاری اقتصادی (EEZ) قبرس وارد شده و حتی یک کشتی خود را در نزدیکی مرز EEZ ایتالیا مستقر کرده است، که این اقدامات موجب کاهش اعتماد میان کشورهای حوزه مدیترانه شده است.
در ۱۹ مهٔ ۲۰۲۳، کلودیو دسکالزی، مدیرعامل شرکت انرژی ایتالیایی «انی» اعلام کرد که هرگونه توافق برای ساخت خط لوله ایست‌مد باید شامل ترکیه نیز باشد؛ وی افزود: «میان ترکیه و قبرس اختلافاتی وجود دارد که به‌سختی قابل حل هستند، افزون بر این، ترکیه با لیبی توافق‌نامه‌ای امضا کرده است که یک سکوی بسیار وسیع را تعریف می‌کند که تقریباً تمام منطقه ایست‌مد را در بر می‌گیرد، بنابراین نه‌تنها ترکیه، بلکه لیبی نیز در این زمینه حق اظهارنظر خواهد داشت.» در پاسخ به این اظهارات، جورج پاپاناستاسیو، وزیر انرژی، بازرگانی و صنعت قبرس، بیان کرد که همه با دیدگاه‌های مطرح‌شده توسط دسکالزی موافق نیستند و او برای نظر وی احترام قائل است. این اظهارات در پی گزارش‌هایی مطرح شد مبنی بر اینکه شرکت انی، قبرس و اسرائیل در حال کار بر روی توافقی برای ساخت خط لوله گاز طبیعی در شرق مدیترانه هستند؛ خط لوله‌ای که میدان‌های گازی فراساحلی قبرس و اسرائیل را به یک کارخانه فرآوری در قبرس متصل می‌کند، جایی که گاز برای صادرات به ایتالیا و سایر نقاط اروپا به‌صورت مایع درخواهد آمد.

## یادداشت سه جانبه انرژی
در تاریخ ۸ اوت ۲۰۱۳، یونان، اسرائیل و قبرس پس از یک سال مذاکره در نیکوزیا، تفاهم‌نامه سه‌جانبه انرژی را امضا کردند. این مذاکرات میان سیلوان شالوم، وزیر انرژی و منابع آبی اسرائیل، نیکوس کویالییس، وزیر کشاورزی، منابع طبیعی و محیط زیست قبرس، و جورج لاکوتریپیس،وزیر محیط زیست، انرژی و تغییرات اقلیمی قبرس برگزار شد. پروژه اتصال‌دهنده یورواِیشیا (EuroAsia Interconnector) با ظرفیت ۲۰۰۰ مگاوات طراحی شده است تا با فراهم آوردن برق ارزان‌تر، قبرس و اسرائیل را از انزوای انرژی خارج کند؛ موضوعی که لاکوتریپیس نیز بر آن تأکید کرده است. سیلوان شالوم این توافق را «تاریخی» خواند و اعلام کرد که این توافق نشان‌دهنده روابط قدرتمند میان این سه کشور است. او افزود که این مسیر الکتریکی به کابل تبدیل خواهد شد و برق را به بازار انرژی اروپا صادر خواهد کرد.
نخست‌وزیر یونان، آنتونیس ساماراس، در تاریخ ۸ اوت ۲۰۱۳ اعلام کرد که اسرائیل نقش ویژه‌ای در تأمین منابع انرژی اروپا ایفا می‌کند و می‌تواند به یک مرکز کلیدی انرژی تبدیل شود. این اظهارات وی در کاخ سفید، تنها چند ساعت پس از امضای توافق ۸۰۰ میلیون یورویی برای اجرای پروژه اتصال‌دهنده یورواِیشیا، که شبکه‌های برق سه کشور را به یکدیگر متصل می‌کند، بیان شد. این سه کشور دموکراتیک به‌طور نظام‌مند در تلاش‌اند تا چارچوبی برای همکاری‌های متقابل و سودمند در طیف گسترده‌ای از حوزه‌ها ایجاد کنند. این همکاری‌ها شامل تبادل اطلاعات امنیتی، تمرینات نظامی مشترک، و استفاده از پهپادها و ماهواره‌ها می‌شود. این پروژه‌ها نه‌تنها در راستای منافع ملی این کشورها طراحی شده‌اند، بلکه در خدمت منافع اروپا و ایالات متحده نیز قرار دارند.